# Кыргызский национальный аграрный университет
Кыргызский национальный аграрный университет им. К. И. Скрябина — высшее учебное заведение Кыргызстана.

## Названия
- 1931 — Киргизский зооветеринарный институт
- 1938 — Киргизский сельскохозяйственный институт
- 1945 — Киргизский сельскохозяйственный институт имени Константина Ивановича Скрябина
- 1996 — Кыргызская аграрная академия
- 2001 — Кыргызский аграрный университет
- 2009 — Кыргызский национальный аграрный университет

## История
Киргизский сельскохозяйственный институт был создан на основании постановления Коллегии Наркомзема Киргизской АССР от 30 января 1931 года «Об организации зооветинститута». На организацию вуза ушло два года и он начал работать в 1933 году с названием Киргизский зооветеринарный институт. Непосредственное участие в его становлении принимал Юсуп Абдрахманович Абдрахманов — председатель Совета Народных Комиссаров Киргизской АССР в 1927—1933 годах. Первый набор студентов составил 53 человека.
В 1938 году в институте был открыт агрономический факультет для подготовки специалистов-агрономов по кормодобыванию и в этом же зооветеринарный институт был переименован в Киргизский сельскохозяйственный институт. В 1949 году в нём был открыт гидромелиоративный факультет, а в 1952 году — факультет механизации сельского хозяйства. В 1970 году в Киргизском сельскохозяйственном институте был открыт экономический факультет.
В начале Великой Отечественной войны эвакуированное во Фрунзе Биологическое отделение Академии наук СССР дало существенный толчок для развития сельскохозяйственной наук в республике вообще и в сельскохозяйственном институте в частности. С ноября 1945 года Киргизский сельскохозяйственный институт носит имя выдающегося ученого, Героя Социалистического Труда — Константина Ивановича Скрябина, возглавлявшего в 1943—1952 годах киргизский филиал Академии наук СССР.
По состоянию на 1972 год в Киргизском сельскохозяйственном институте функционировали факультеты: агрономический, зоотехнический, ветеринарный, механизация сельского хозяйства, гидромелиоративный, экономический, повышения квалификации специалистов сельского хозяйства и заочный, а также 41 кафедра. Имелось подготовительное отделение, аспирантура, 90 учебных лабораторий; библиотека (350 тысяч единиц хранения). В 1972 году в институте обучалось свыше пяти тысяч студентов, работало около 300 преподавателей, в том числе 11 профессоров и докторов наук, а также 90 доцентов и кандидатов наук.
В 1996 году сельскохозяйственный институт им. К. И. Скрябина был преобразован в Аграрную академию и академик Джамин Акималиев во второй раз возглавил аграрный ВУЗ республики. В этом периоде осуществлена интеграция аграрной науки и образования с производством.
31 октября 2001 года Аграрная академия была реорганизована в Кыргызский аграрный университет им. К. И. Скрябина, ректором работал профессор Батырали Сыдыков.
С 2008 по 2010 год ректором Аграрного университета был Турсунбай Кубатбеков.
В 2009 году Аграрному университету присвоено звание «Национальный». В 2010 году ректором назначен член-корреспондент НАН КР, профессор Рысбек Нургазиев.
12 марта 2021 года ректором Кыргызского национального аграрного университета им. К. И. Скрябина назначен академик НАН КР, профессор Рысбек Нургазиев.
31 октября 2001 года Аграрная академия была реорганизована в Кыргызский аграрный университет им. К. И. Скрябина.
В 2009 году Аграрному университету присвоено звание «Национальный».
8 июня 2023 года Кыргызский национальный аграрный университет имени К.И. Скрябина был награжден орденом "Данк" за заслуги в развитии аграрного образования и науки, подготовке высококвалифицированных кадров для агропромышленного комплекса страны.
Университет входит в число пяти основных ВУЗов республики. Он осуществляет подготовку и переподготовку научно-педагогических кадров высшей и средней квалификации для аграрного сектора экономики республики.
В составе Университета 6 факультетов (факультет агрономии и лесного хозяйства, инженерно-технический факультет, факультет гидромелиорации, экологии и землеустройства, факультет ветеринарной медицины и биотехнологии, факультет технологии производства и переработки сельскохозяйственной продукции, факультет экономики и менеджмента), институт информационных систем и дистанционного образования, 31 кафедр, 4 колледжа (Технико-экономический колледж, Агротехнический колледж, Токмокский колледж, Бишкекский агроэкономический колледж им. С.Турсунова), учебно-опытное хозяйство в Сокулукском районе, и 1 научно-исследовательский институт (НИИ ветеринарии).
В Университете обучаются свыше 5 тыс. студентов по 19 направлениям по кредитным технологиям, 15 направлениям магистратуры и 16 направлений по дистанционному обучению, аспиранты и докторанты. В учебном процессе задействовано 300 штатных преподавателей, в том числе 40 докторов и 140 кандидатов наук.

## Руководители вуза
- 1933—1944 годы — С. В. Тасбулатов;
- 1944—1953 годы — М. Н. Лущихин;
- 1953—1962 годы — Д. К. Худайбергенов;
- 1962—1979 годы — Э. И. Арабаев[кирг.];
- 1979—1987 годы — Д. А. Акималиев;
- 1987—1989 годы — Валерий Мамонтов;
- 1989—1996 годы — Кыргызбай Алагушев[2][3];
- 1996—2001 годы — Д. А. Акималиев;
- 2001—2008 годы — Б. Сыдыков;
- 2008—2010 годы — Т.Кубатбеков;
- с 2010 года ректором вуза работает Р. З. Нургазиев.

## Награды
- Орден «Данк» (2023)[4]